# Love Is Waiting
"Love Is Waiting" é uma canção do grupo dinamarquês de eurodance Crispy. Foi lançado em meados de 1998 como terceiro single do álbum, The Game.

## Lista de Faixas
Denmark 'CD single'
1. "Love Is Waiting" (Pierre J's Radio Mix) 3:32
2. "Love Is Waiting" (Pierre J's UK Radio Version) 3:17
3. "Love Is Waiting" (Album Version) 3:39
4. "Love Is Waiting" (Pierre J's Late Night Reprise) 3:37
5. "Love Is Waiting" (Perre J's Club Mix) 5:05

## Ligações Externas
- "Love Is Waiting" no MetroLyrics